# Erioptera modica
Erioptera modica är en tvåvingeart som beskrevs av Alexander 1927. Erioptera modica ingår i släktet Erioptera och familjen småharkrankar. Inga underarter finns listade i Catalogue of Life.